# Hanna Dąbkowska-Skriabin

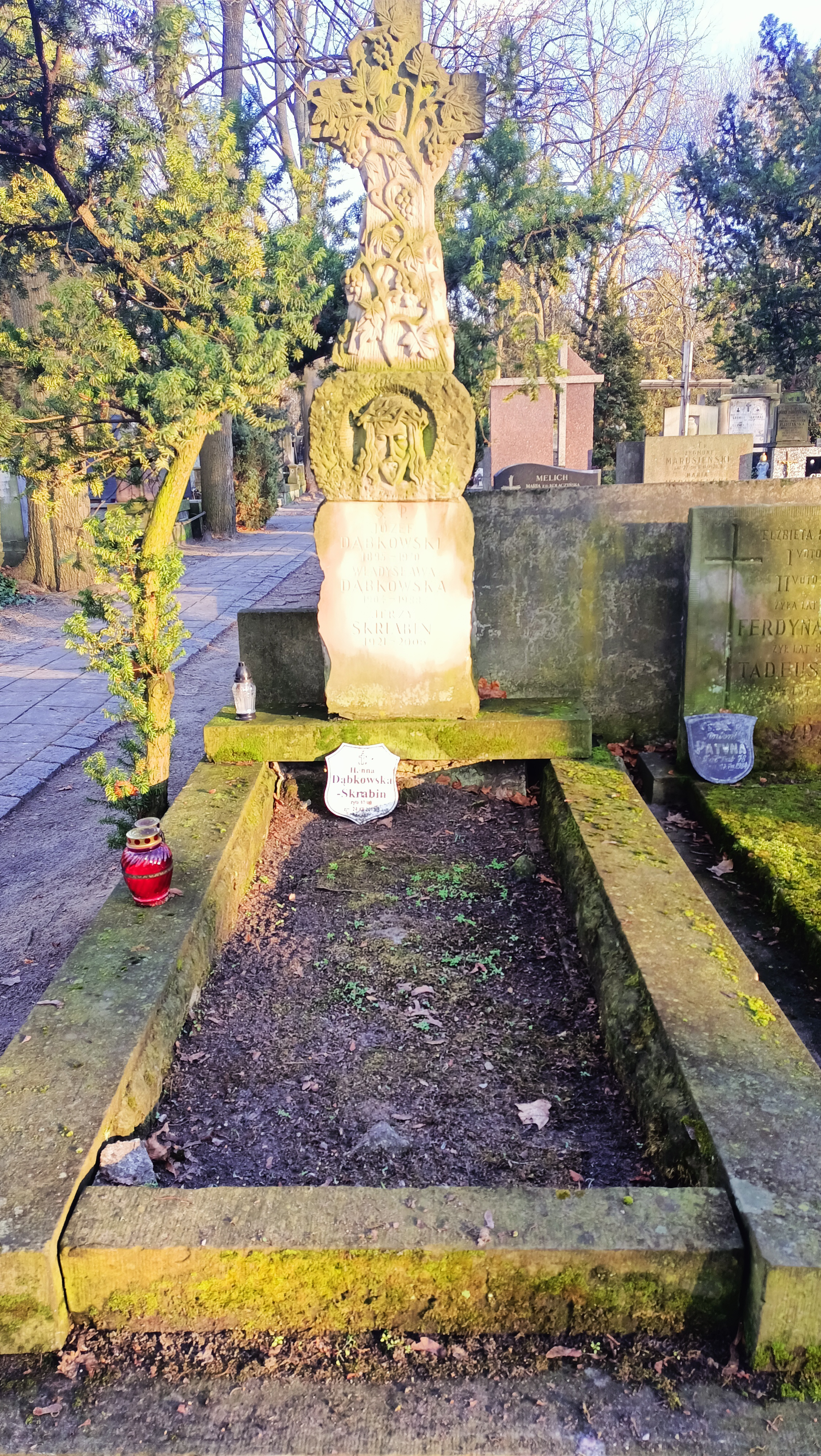
Grób Hanny Dąbkowskiej-Skriabin na cmentarzu powązkowskim

Hanna Dąbkowska-Skriabin (ur. 10 grudnia 1933 w Warszawie, zm. 24 grudnia 2013 w Józefowie) – polska malarka, graficzka, twórczyni tkaniny artystycznej i majoliki.

## Życiorys
Córka Józefa Dąbkowskiego, kupca i właściciela firmy papierniczej na placu Teatralnym w Warszawie i Władysławy z Talikowskich – przedwojennej zamożnej inteligencji. Jako dziecko przeżyła powstanie warszawskie, następnie trafiła z rodzicami do niemieckiego obozu przejściowego w Pruszkowie. Po utracie (upaństwowieniu) rodzinnej kamienicy przy ul. Senatorskiej w Warszawie w 1950 nadal mieszkała w stolicy w kilku lokalizacjach, aby ostatecznie osiąść w podwarszawskim Józefowie.
W 1951, po ukończeniu Państwowego Liceum Sztuk Plastycznych, rozpoczęła studia w Akademii Sztuk Pięknych w Warszawie na wydziale malarstwa. Dostała się na nie, choć tak zwana komisja społeczna zdyskwalifikowała ją za niewłaściwe pochodzenie jako „córkę kamienicznika”. W 1957 zdobyła dyplom ukończenia wyższych studiów artystycznych.
Dwukrotnie zamężna (Tadeusz Łapiński i Jerzy Skriabin). Krótkie małżeństwo z artystą Tadeuszem Łapińskim zaowocowało kilkoma wspólnymi wystawami (np. w 1959 w Sarajewie, Wystawa malarzy warszawskich „Rysunki i grafiki”). Z Jerzym Skriabinem, z którym wspólnie tworzyła i wystawiała majolikę, żyła aż do jego śmierci.
Jej jedyną córką z drugiego małżeństwa jest Agnieszka.
Zmarła w swoim domu rodzinnym. Pochowana na Cmentarzu Stare Powązki w Warszawie.

## Twórczość
Specjalizowała się w malarstwie olejnym, tworzyła także litografię, tkaninę artystyczną oraz majolikę. Prace artystki znajdują się m.in. w zbiorach Muzeum Narodowego w Warszawie, Muzeum Włókiennictwa w Łodzi.
Prace Hanny Dąbkowskiej-Skriabin reprodukowane były na serii kart pocztowych z pejzażami miast (1966) oraz kwiatów (1968), wydanych przez Biuro Wydawnicze „Ruch”.

### Malarstwo
Artystka malowała przez całe swoje twórcze życie, ewoluując w stylu i technice.
Początkowy etap twórczości Dąbkowskiej charakteryzowały deformacje i uproszczenia, rytm zestawianych form i barw. Kompozycje pozbawione głębi przestrzennej, płaskie, budowane w zwartych i równomiernie rozłożonych płaszczyznach. Tematycznie obrazy związane były przeważnie pejzażem miejskim i człowiekiem. Stosowaną techniką był olej lub tempera.

W późniejszej, dojrzałej twórczości artystki – malarstwie olejnym na płótnie – zaczęły dominować symboliczne obrazy przedstawiające dylematy moralne i etyczne człowieka. Sprzeczności wewnętrzne, walka dobra ze złem, chciwość, ubóstwo i tragedia to powszechne tematy artystki. Postaci były przedstawiane z pewną tendencją do deformacji i przerysowania. Malowała także sceny alegoryczne i miłosne. Liczną grupę prac stanowiły melancholijne krajobrazy zdominowane przez uschłe drzewa i kwiaty.
Twórczość Dąbkowskiej-Skriabin ma głębokie przesłanie społeczne. To sprawia, że jej twórczość ma charakter ponadczasowy, ogólnoludzki, uniwersalny. Widać w niej zarówno świetny warsztat malarski, jak też wrażliwość na kwestie etyczne i moralne. Artystka piętnuje zachłanność, chciwość i inne cechy ludzkie sprawiające, że świat jest gorszy niż mógłby być. Wpisuje się ona w nurt sztuki zaangażowanej, emocjonalnej, nieobojętnej na kwestie egzystencjalne.
Zasadniczą cechą elementu twórczości Dąbkowskiej jest nastrój. "Obrazy Dąbkowskiej przemawiają nie zamierzonym nastrojem smutku. Smutek unosi się nad miastem, smutni są ludzie w tych obrazach. Świat malarki to świat nie tylko smutny, lecz bardziej jeszcze zrezygnowany, jakby bezradny." Ceniona krytyk sztuki Bożena Kowalska oceniała, że nastrój dzieł Dąbkowskiej mógł wynikać z dramatyzmu wizji zrodzonych z jej przeżyć wojennych.

### Litografia
W latach 1959-1961 Dąbkowska stworzyła kilkaset abstrakcyjnych prac litograficznych na papierze w niskich seriach, limitowanych do kilku sztuk. Znamienne jest to, że każda odbitka była ręcznie modyfikowana przez artystkę (w zakresie kolorów lub kompozycji), stąd wbrew definicji technik litografii każdy egzemplarz jest unikatowy.
Barwne litografie Hanny Dąbkowskiej [...]  opowiadają o istniejących w tym środowisku związkach grafiki i malarstwa, które swoje odrealnione „Architektury” i „Kwiaty raju” budują z przecinających się płaszczyzn.

### Tkanina artystyczna
W tej dziedzinie artystka zadebiutowała na wystawie w warszawskiej Zachęcie "Tkanina artystyczna" (1961).   
Wyróżniały się zwłaszcza prekursorskie kompozycje Hanny Dąbkowskiej – później Skriabin, zajmującej się malarstwem i ceramiką. Jej prace operowały osnową i wątkiem w sposób swobodny, który pozwalał na uzyskanie prześwitów i zapowiadał przemiany, jakim ulegała tkanina.  

### Majolika
W 1973 Hanna Dąbkowska – Skriabin porzuciła tkaninę na rzecz ceramiki artystycznej, zwanej majoliką. Tworzyła ją razem z mężem – Jerzym. On formował przedmioty z gliny, ona je malowała. 
Twórczość Skriabinów była ewenementem, nie mając precedensu w ceramice współczesnej. Od dawna majolika nie była przedmiotem poszukiwań twórczych, a raczej interesowała muzeologów i kolekcjonerów. [...] Artystyczny wyraz majoliki Skriabinów jest odrębny. Odbiega zarówno od nieborowskich przykładów, bliskich dawnym włoskim wzorom, jak również nie podporządkowuje się bez reszty żadnej wybranej tendencji panującej w ceramice współczesnej. Przedmioty te starają się ukazać swoją niezależność mimo niezaprzeczalnych związków z tradycją i teraźniejszością. Są to najczęściej wazony, wazy, świeczniki, talerze, czarki i kufle niewielkich rozmiarów.

## Wystawy[8]
- Wystawa "Krzyk ku przestrodze" - Warszawa (2021)[9]
- Wystawa ceramiki i malarstwa na Zamku Królewskim - Warszawa (1975)
- Wystawa Sztuki Polskiej – Tokio (1972)
- Międzynarodowy Festiwal Sztuki – Edynburg (1972)
- „1000-lecie sztuki polskiej” – Londyn (1970)
- Wystawa "Warszawa w Sztuce" - Warszawa (1964)
- Artystyczna Tkanina Polska – Nowy York (1962)
- Tkanina Artystyczna – Warszawa (1961)
- Polska Grafika Współczesna – Paryż, Rzym (1961)
- Współczesna Grafika Polska – Galeria Grabowskiego – Londyn (1960)
- Wystawa Au Louvre – Paryż (1959)
- III Biennale Grafiki – Lublana (1959)[10]

## Nagrody[11]
- Nagroda SPT Polskich Artystów Plastyków za osiągnięcia twórcze (ZPAP, 1987)
- I nagroda w dziedzinie ceramiki, wyróżnienie za malarstwo na „Wystawie na Zamku Królewskim” (Cepelia, 1975)
- Wyróżnienie na II Festiwalu Sztuk Pięknych w Warszawie (1968)
- I nagroda Ministra Kultury i Sztuki w dziedzinie malarstwa na wystawie "Warszawa w Sztuce" (Zachęta, 1964)[12]